# Saint-Michel (Aisne)
Saint-Michel ist eine französische Gemeinde mit 3.222 Einwohnern (Stand 1. Januar 2022) im  Département Aisne in der Region Hauts-de-France. Da es mehrere Gemeinden mit dem Namen Saint-Michel gibt, wird auch der inoffizielle Name Saint-Michel-en-Thiérache benutzt. Sie gehört zum Kanton Hirson im Arrondissement Vervins und zum Gemeindeverband Trois Rivières.

## Geografie
Die Gemeinde Saint-Michel liegt an der Mündung des Petit Gland in den Fluss Gland, etwa drei Kilometer östlich von Hirson. Das Gemeindegebiet wird auch vom Flüsschen Artoise durchquert, das von der im Norden liegenden Grenze zu Belgien kommt und ebenfalls dem Gland zustrebt. Der Bahnhof Saint-Michel-Sougland lag an der Bahnstrecke Charleville-Mézières–Hirson. Den größten Teil des mit über 42 km² recht großen Gemeindegebietes nimmt der Forst Forêt Domaniale de Saint-Michel ein.

## Geschichte
Es wurden frühzeitliche Gräber entdeckt. Es gibt auch Spuren einer Römerstraße und Spuren einer Eisenhütte aus gallo-römischer Zeit.
Die Geschichte der Abtei Saint-Michel, welche die Ortschaft prägte, geht auf eine Kapelle des heiligen Ursumer zurück, die 667 erbaut und 888 von den Normannen zerstört wurde. An ihrer Stelle wurde durch Heresinde, der Frau des Grafen von Vermandois, ein Kloster gegründet. Auf ihr Geheiß kamen zwei irische Mönche, die nach den Benediktinerregeln den Klosterbetrieb aufnahmen. Im Jahr 1180 wurde die Abtei durch Anhänger von Jacques d’Avesnes zerstört. Die Abtei war aber spätestens 1192 wieder aufgebaut worden. Inzwischen hatte sich ein Dorf mit dem Namen Rochefort forma um die Abtei gebildet, das der Abtei gehörte. Die Einwohner nannten ihr Dorf Rochefort-Ster-Michel. Durch die Grenznähe wurden Dorf und Abtei oft verwüstet, so durch die Engländer im Jahre 1339, durch den Grafen von Hennegau im Jahr 1340 und die deutschen Kaiser in den Jahren 1521, 1536, 1542, 1544. Im Jahr 1557 wurde das Dorf und die Abtei durch die Spanier verwüstet. Das Kloster wurde 1598 wieder aufgebaut, fiel aber 1715 einem Brand zum Opfer und wurde zwischen 1721 und 1766 erneut aufgebaut. Während der Französischen Revolution wurde das Kloster aufgelöst. Die Klostergebäude wurden schließlich im Jahr 1865 von Caesar Savart gekauft, welcher darin ein Mädchenwaisenhaus einrichtete. Dieses ging später in eine Stiftung für Schwererziehbare über. Im Jahr 1971 brannte der Klosterkomplex erneut ab, es wird aber am Wiederaufbau gearbeitet. Die Kirche konnte wieder eröffnet werden.

### Bevölkerungsentwicklung
| Jahr                       | 1962 | 1968 | 1975 | 1982 | 1990 | 1999 | 2006 | 2014 | 2022 |
| Einwohner                  | 4502 | 4342 | 4155 | 4044 | 3783 | 3656 | 3520 | 3528 | 3222 |
| Quellen: Cassini und INSEE |      |      |      |      |      |      |      |      |      |

## Sehenswürdigkeiten
- Abtei Saint-Michel (Abbaye de Saint-Michel) mit Klosterkirche, Monument historique[1]
- zwei Wassertürme
- Die Schmieden von Sougland (Forges de Sougland) wurden um 1540 gegründet. Hier wurden unter anderem Waffen für Ludwig XIII. und Heinrich IV. hergestellt.

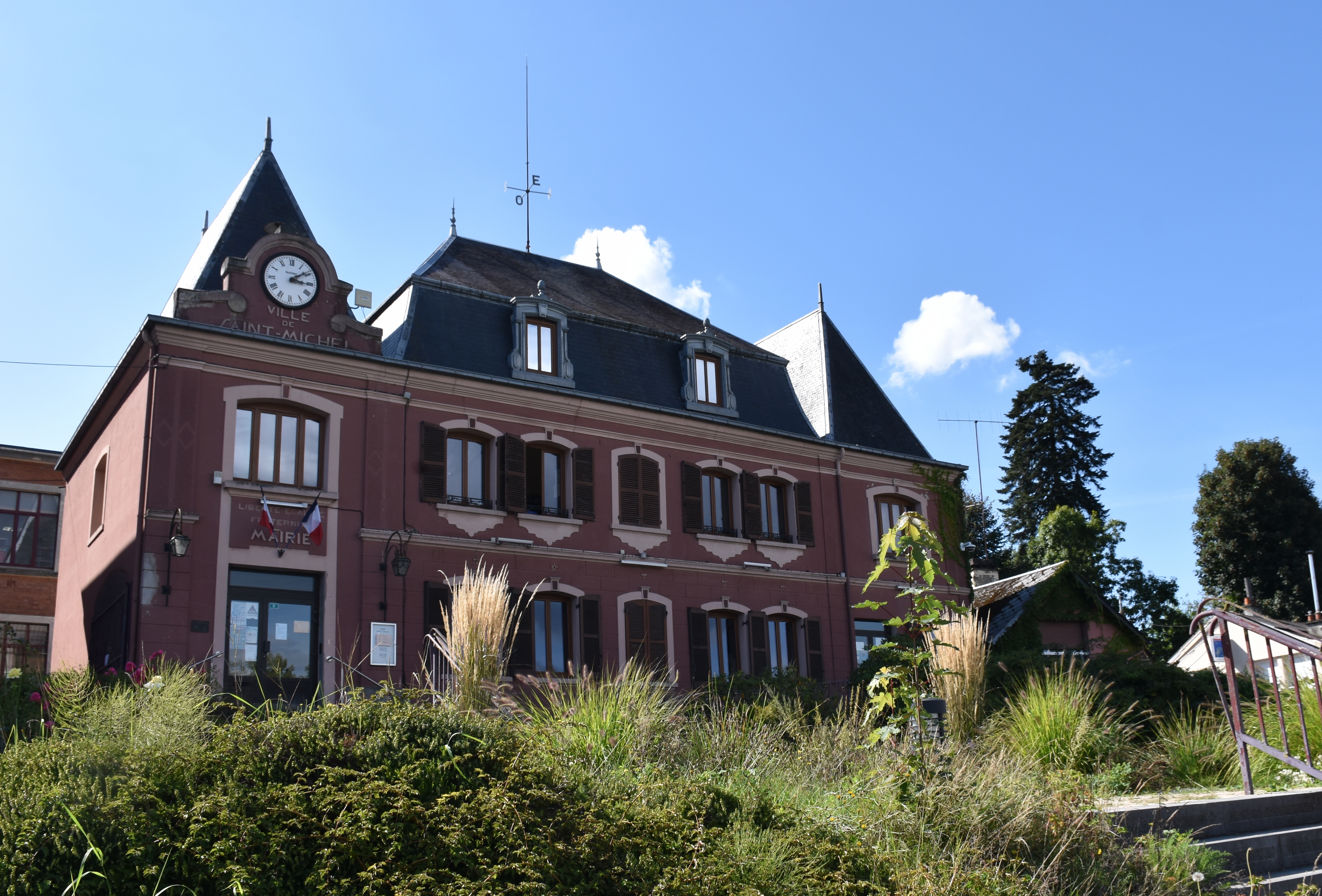
Mairie
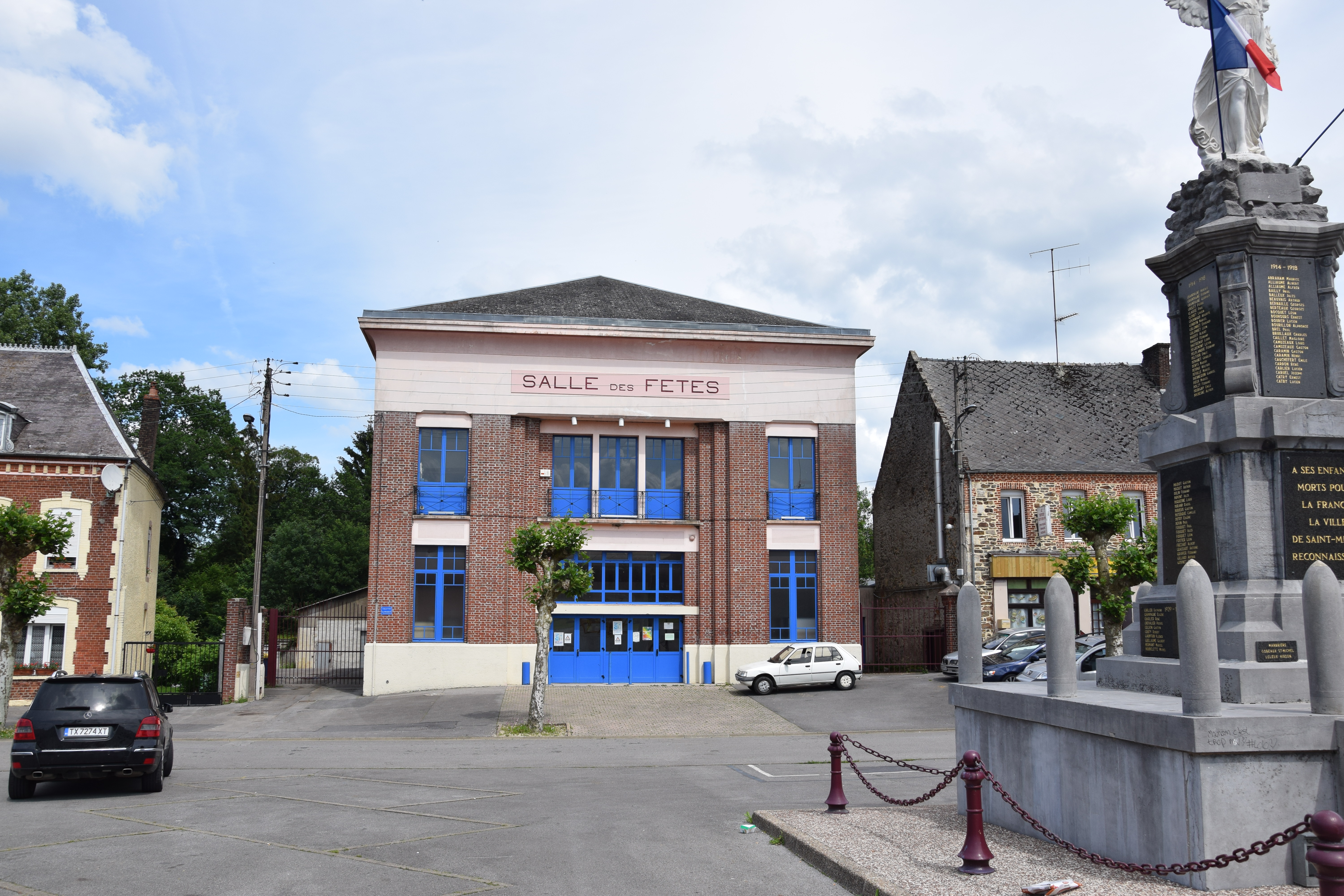
Gemeindefesthalle
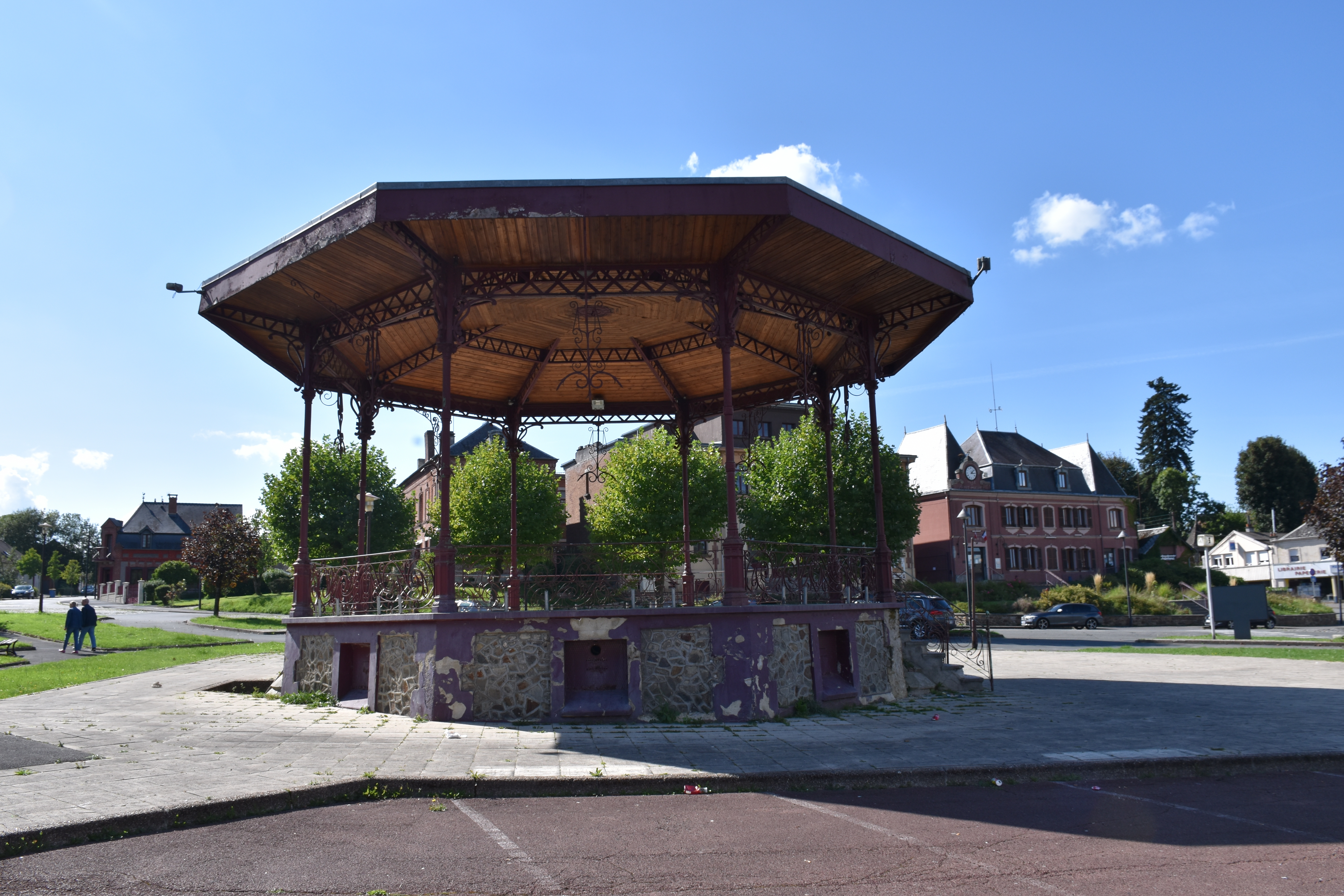
Musik-Kiosk
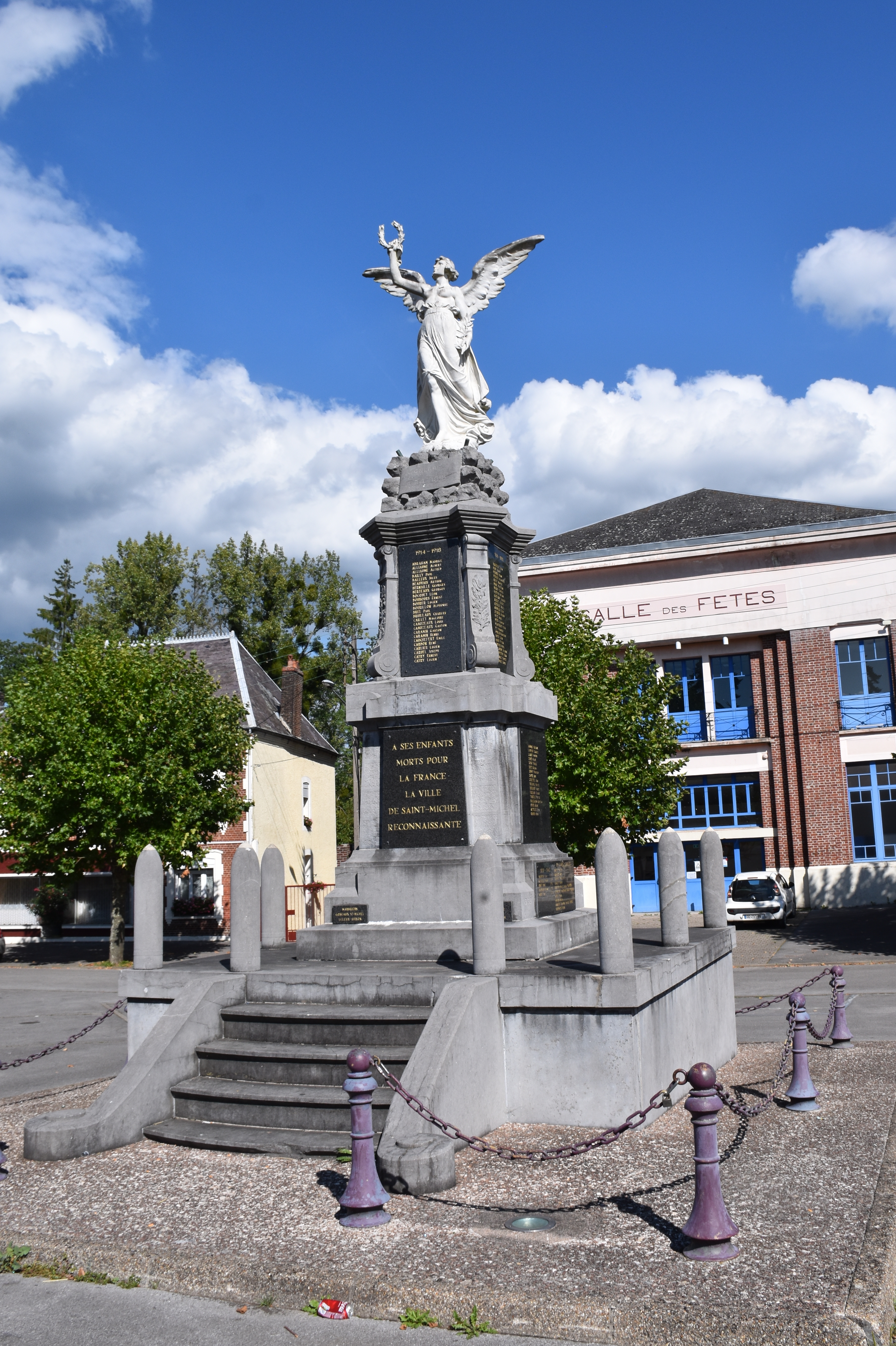
Gefallenendenkmal

## Feste
- Jährlich findet das Festival de l’Abbaye de Saint-Michel statt.